# Засета
Засе́та, Зассетика́у (осет. Зассетыхъæу - "селение Зассеевых", груз. ზასეთა) — село на Кавказе, входит в Дзауский район Южной Осетии (Онский муниципалитет края Рача-Лечхуми и Нижняя Сванетия Грузии).

## Расположение
Село расположено на расстоянии 130 м до селения Фасраг, до селения Часавал — 120 м, до селения Бзита — 200 м, до города Квайса — 300 м.

## Население
Селение населено осетинами. Село является родовым селом фамильной группы Зас(с)еевых.
В Дзауском районе Южной Осетии в селе Коз имеется квартал Зассети кау, населенный в том числе представителями фамильной группы Зас(с)евых.
В Знаурскои районе Южной Осетии находится село Вахтана (Терегуанский сельский совет), которое одновременно носит название Зассета.